# George Hall (football)
Pour les articles homonymes, voir George Hall.
George Hall, né le 15 juillet 2004 à Redditch en Angleterre, est un footballeur anglais qui joue au poste de milieu central à Birmingham City.

## Biographie

### En club
Né à Redditch en Angleterre, George Hall est formé par l'un des clubs de sa ville natale, Birmingham City, qu'il rejoint en 2012. Il signe son premier contrat en professionnel le 24 novembre 2021 avec Birmingham.
George Hall joue son premier match en professionnel lors d'une rencontre de championnat face au Queens Park Rangers, le 2 janvier 2022. Il est titularisé ce jour-là et son équipe s'incline par deux buts à un.
Hall inscrit son premier but en professionnel le 16 août 2022, lors d'une rencontre de championnat contre le Watford FC. Titularisé ce jour-là, il ouvre le score, mais les deux équipes se neutralisent (1-1 score final),. Il fait forte impression pour ses débuts, attirant l'intérêt de plusieurs formations de Premier League, comme Leeds United, qui s'intéresse à lui à l'automne 2022 mais Birmingham City souhaite conserver son jeune joueur.

### En sélection
George Hall est convoqué pour la première fois avec l'équipe d'Angleterre des moins de 18 ans en novembre 2021. Il joue au total huit matchs et marque un but avec cette sélection entre 2021 et 2022.
En septembre 2022, Hall est convoqué pour la première fois avec les moins de 19 ans. Il marque son premier but avec cette sélection contre le Danemark le 27 septembre 2022 (victoire 2-4 des Anglais).